# Корсел ан Божоле
Корсел ан Божоле (фр. Corcelles-en-Beaujolais) насеље је и општина у источној Француској у региону Рона-Алпи, у департману Рона која припада префектури Вилфранш сир Саон.
По подацима из 2011. године у општини је живело 834 становника, а густина насељености је износила 89,68 становника/km². Општина се простире на површини од 9,3 km². Налази се на средњој надморској висини од 198 метара (максималној 247 m, а минималној 179 m).

## Демографија
| 1962. | 1968. | 1975. | 1982. | 1990. | 1999. | 2011. |
| ----- | ----- | ----- | ----- | ----- | ----- | ----- |
| 498   | 512   | 505   | 564   | 633   | 745   | 834   |

График промене броја становника у току последњих година